# Ode to My Family
«Ode to My Family» —en españolː Oda a mi familia— es una canción de la banda irlandesa de rock The Cranberries, publicada por Island Records el 21 de noviembre de 1994 como el segundo sencillo encargado de promocionar No Need to Argue, el segundo álbum de estudio de la agrupación. Pese a que el tema no tuvo la misma repercusión que «Zombie», el sencillo anterior, la canción se convirtió en un éxito en Oceanía y varios países de Europa, en donde alcanzó el número uno en Islandia, el número cuatro en Francia y el puesto cinco en Australia y la posteridad se convertiría en uno de los éxitos más reconocidos de su carrera.

## Temática y grabación
«Ode to My Family» es una balada de rock alternativo y jangle pop escrita por Dolores O'Riordan y Noel Hogan; O'Riordan escribió la letra mientras que la música fue compuesta por ella y Hogan. La temática es un homenaje de O'Riordan a sus padres en la que también habla sobre el paso del tiempo mirando con nostalgia al pasado, en donde O'Riordan evoca su infancia antes de alcanzar la fama.
Fue registrada entre 1993 y principios de 1994 en las sesiones de grabación de No Need to Argue en los Estudios Manor en Oxford y en los Estudios Townhouse en Londres, siendo producida por Stephen Street. Está escrita en clave de re mayor con un tempo de 100 beats por minuto siguiendo una progresión de cuatro acordes. Los arreglos de cuerda fueron autoría de O'Riordan.
En 2017 la banda volvió a grabar la canción en una versión acústica, la que formó parte de su álbum Something Else, editado durante ese año.

## Rendimiento comercial y recepción de la crítica
«Ode to My Family» logró un gran éxito sobre todo en Europa y Oceanía; su máxima posición la logró en Islandia al ocupar al primer lugar, mientras que en Francia y Australia llegó a las posiciones cuatro y cinco respectivamente, estableciéndose en las listas de lo más escuchado durante 1995 en estos territorios además de llegar al número ocho en Nueva Zelanda. También se ubicó en el top 20 de otros cuatro países: diecinueve en Países Bajos, dieciocho en Bélgica y Escocia y dieciséis en Irlanda. En Estados Unidos no se publicó un sencillo físico, por lo que no entró en el Billboard Hot 100 debido a las reglas del listado de esa época, pero ingresó en el Billboard Radio Songs llegando al número 39. En 2018, tras el deceso de O'Riordan, la canción reingresó en las listas de éxito de Irlanda cuyo pico fue el puesto diecisiete.
El sencillo fue publicado en formato físico de CD, vinilo de 7" y casete, los que contenían el lado B «So Cold in Ireland» además de diversas versiones de otras de sus canciones en directo. En Australia fue certificado con el disco de oro tras la venta de 35 000 ejemplares.
Las críticas para «Ode to My Family» en general fueron positivas: Ned Ragget de Allmusic, en su reseña para No Need to Argue la llamó «una de las mejores canciones de la banda, con un hermoso arreglo de cuerdas creado por O'Riordan»; Mark Caro de Chicago Tribune mencionó que es «hermosa» y el sitio Sputnikmusic destacó que la voz de O'Riordan hace un bello trabajo en la canción.

## Vídeo musical
El vídeo musical de «Ode to My Family» fue grabado en noviembre de 1994 y fue dirigido por Samuel Bayer, siendo el segundo clip dirigido por él para The Cranberries tras realizar «Zombie» en septiembre de ese año. Filmado en blanco y negro, muestra a la agrupación tocando en un bar mientras se exhiben escenas en donde aparecen niños y ancianos, intercaladas con tomas de la banda caminando por una playa rocosa.

## Lista de canciones
| Sencillo en CD en Europa, Canadá y Australasia 1. «Ode to My Family» - 4:33 2. «So Cold in Reland» - 4:44 3. «No Need to Argue» - 2:58 (live) 4. «Dreaming My Dreams» - 3:53 (live) Nota: las pistas 3 y 4 fueron interpretadas en directo en el programa Later... with Jools Holland de la BBC el 11 de junio de 1994 Sencillo en CD de dos pistas en Francia, Países Bajos y Japón y vinilo de 7" en Reino Unido 1. «Ode to My Family» - 4:33 2. «So Cold in Reland» - 4:44 | CD EP en Estados Unidos 1. «Ode to My Family» - 4:33 2. «So Cold in Reland» - 4:44 3. «No Need to Argue» - 2:58 (live, Jools Holland BBC TV 1994) 4. «Zombie» - 3:53 (live at Feile, Tipperary, July 30, 1994) Sencillo en CD de gira en Australasia (en directo) 1. «Ode to My Family» - 4:54 (live) 2. «Dreams» - 4:25 (live) 3. «Ridiculous Thoughts» - 4:17 (live) 4. «Zombie» - 5:18 (live) |

## Posicionamiento en las listas
| País           | Lista (1995)                     | Puesto |
| -------------- | -------------------------------- | ------ |
| Alemania       | GfK Entertainment                | 29     |
| Australia      | ARIA Singles Chart               | 5      |
| Bélgica        | Ultratop 50 Flanders             | 18     |
| Canadá         | Canada (The Record)              | 16     |
| Canadá         | Canada Top Singles               | 25     |
| Escocia        | Official Charts Company          | 18     |
| Europa         | Eurochart Hot 100                | 33     |
| Francia        | SNEP                             | 4      |
| Irlanda        | Irish Singles Chart              | 16     |
| Islandia       | Íslenski Listinn Topp 40         | 1      |
| Nueva Zelanda  | Recorded Music NZ                | 8      |
| Países Bajos   | Nederlandse Top 40               | 19     |
| Países Bajos   | Single Top 100                   | 22     |
| Reino Unido    | UK Singles Chart                 | 26     |
| Estados Unidos | US Billboard Radio Songs         | 39     |
| Estados Unidos | US Billboard Alternative Airplay | 11     |
| Estados Unidos | US Billboard Mainstream Top 40   | 35     |

| País           | Lista (2018)                             | Puesto |
| -------------- | ---------------------------------------- | ------ |
| Estados Unidos | Hot Rock & Alternative Songs (Billboard) | 46     |
| Irlanda        | Irish Singles Chart                      | 17     |

| País      | Lista (1995)             | Puesto |
| --------- | ------------------------ | ------ |
| Australia | ARIA Singles Chart       | 93     |
| Francia   | SNEP                     | 28     |
| Islandia  | Íslenski Listinn Topp 40 | 10     |

## Ventas y certificaciones
| País      | Organismo certificador | Certificación | Ventas |
| --------- | ---------------------- | ------------- | ------ |
| Australia | ARIA                   | Oro           | 35 000 |

## Créditos
| The Cranberries - Dolores O'Riordan - voz - Noel Hogan - guitarra eléctrica - Mike Hogan - bajo - Fergal Lawler - batería, percusión Técnicos - Stephen Street - producción, ingeniero de sonido | Diseño - Cally - dirección de arte, diseño - Rob Crane - diseño - Tex - diseño - Andy Earl - fotografía |